# Kaldfjord
Kaldfjord est une localité du comté de Troms, en Norvège.

## Géographie
Kaldfjord est situé au fond du fjord Kaldfjorden dans l'île de Kvaløya.
Administrativement, Kaldfjord fait partie de la kommune de Tromsø.

## Quelques vues de Kaldfjord

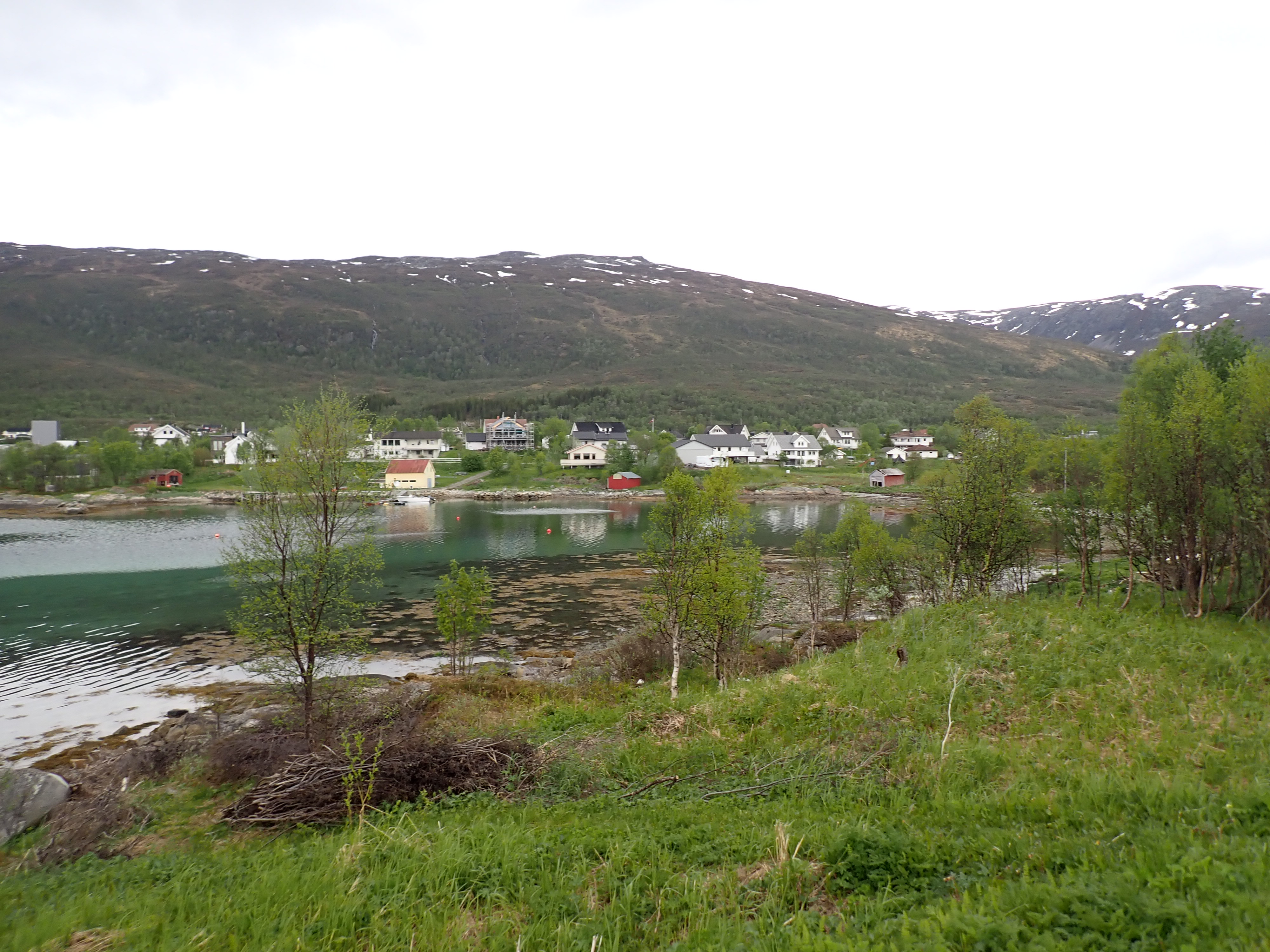
Kaldfjord au fond du fjord de Kaldfjorden